# Гоняев, Михаил Константинович
Михаил Константинович Гоняев (16 сентября 1849, Симферополь — 17 апреля 1891, Херсон) — российский шахматный и шашечный историк и литератор.

## Биография
Родился в Симферополе в дворянской семье таврического губернского архитектора Константина Ивановича Гоняева и его супруги Александры Ивановны. Окончил Петербургский университет. Адвокат. Автор первой работы по истории шахмат, опубликованной в виде приложения к переведённому им же с немецкого языка учебнику шахматной игры А. Гебелера (1875). В его работе приведены сведения о развитии шахматной игры в России в XVI—XVII веках, о шахматном творчестве «лучших русских маэстро» середины XIX века — А. Петрове и его современниках. В конце 1870-х и в 1880-х годах сотрудничал в журналах «Шахматный листок» и «Шахматный вестник», где опубликовал библиографические материалы о шахматах в России, поместил критический обзор 2-томного труда А.ван дер Линде «История и литература шахматной игры», исследования о шатрандже, проблемах шахматной терминологии и другого. Скончался в психиатрической больнице в неполных 42 года.